# Худенко Іван Никифорович
Іван Никифорович Худенко (16 липня 1917, Музиківка (нині Білозерського району Херсонської області, Україна) — 12 листопада 1974, Казахська РСР) — радянський економіст та експериментатор у сфері сільськогосподарського виробництва.

## Біографія
Народився 1917 року у селянській родині. 1934 року закінчив фінансово-кредитний технікум, направлений на роботу помічником рахівника в радгосп. Пройшов радянсько-фінську та німецко-радянську війну службовцем «по господарській частині».
1957 року демобілізувався в чині капітана, оселився в Алма-Аті, став начальником відділу фінансування радгоспів у міністерстві сільського господарства Казахської РСР.
У 1960-ті роки він спробував запровадити в радянському сільському господарстві ринкові, госпрозрахункові принципи, досяг 20-кратного підвищення продуктивності праці, але закінчив свої дні в ув'язненні як «розкрадач соціалістичної власності».

## Перший експеримент
На початку 1960-х економісту дали в управління багатогалузевий радгосп «Ілійський» в Алма-Атинській області. Тут Худенко поставив експеримент із запровадженням «безнарядно-ланкової системи організації та оплати праці». Перевів свій радгосп на повний госпрозрахунок, підкріплений прямим матеріальним стимулюванням працівників. Оплачувалися досягнуті результати, а не витрачені зусилля.
Замість 3 комплексних відділень та 9 рільничих бригад з величезною кількістю працівників та спільною, тобто «нічиєю», технікою, було створено 17 ланок по 4–5 осіб із закріпленою за ними технікою (5 комбайнів, 4 трактори та набір інших необхідних машин). Кожна ланка мала строго окреслені функції та фонд витрат на їхнє виконання. На дев'яти токах раніше працювало, залежно від кількості зерна, до 500—600 осіб. Після реорганізації за системою Худенка створено три механізовані токи, а обслуговувало їх лише 12 осіб. Число управлінців у радгоспі скоротили зі 132 до 2 осіб — залишилися керуючий (він же головний агроном) та економіст-бухгалтер зернового відділення.
Робота за новою системою стартувала 1 березня 1963 року. За перший сезон виробництво зерна в радгоспі зросло в 2,9 рази, прибуток на одного працівника — у сім разів, а собівартість центнера зерна впала з 5–7 рублів до 63 копійок. Продуктивність працівника в механізованих ланках протягом року збільшилася майже у 20 разів. Начальник ланки отримував 350 карбованців на місяць, його механізатори по 330 карбованців. В інших радгоспах СРСР і 100 карбованців вважалися добрим місячним доходом. Показники виробництва зерна механізованими ланками 1963 року порівняно з 1962 роком:
| Показник                            | 1962 р. | 1963 р. |
| ----------------------------------- | ------- | ------- |
| Валовий збір зерна в тоннах         | 3150    | 9204    |
| Середньорічна кількість працівників | 202     | 29      |
| Вироблено зерна на 1 працівника (ц) | 156     | 3173    |
| Заробітну плату (тис. крб.)         | 181     | 59      |

Казахські документалісти зняли про Худенка фільм «Людина на землі». Наприкінці 1964 року новий перший секретар ЦК КПРС Леонід Брежнєв подивився фільм «Людина на землі» та завершив дискусію висловлюванням: «Це справа передчасна».

## Експеримент у Акчі
1969 року Іван Худенко домігся проведення нового експерименту. На голому місці, в казахстанській напівпустелі був створений невеликий радгосп «Акчі», який офіційно іменувався «Дослідним господарством з виробництва вітамінного трав'яного борошна». Додання такого борошна, що містило багато білка та вітамінів, у раціон корів підіймало надої на 30-40 %. «Акчі» складався з ланок (робочих груп) — механізаторської, будівельної, управлінської. Всі ланки працювали на повному госпрозрахунку, і питання вирішувалися гласно й цілком демократично на раді господарства, якій підпорядковувався його директор. В управлінській ланці було лише дві людини — директор Михайло Лі та економіст-бухгалтер Іван Худенко .
Експеримент проводився за ухвалою Радміну Казахської РСР, а його умови були узгоджені із союзними відомствами — Комітетом з праці, ЦСУ СРСР, Мінфіном та Держбанком СРСР. Продуктивність праці в «Акчі» була в 6 разів вищою за середню по республіці, зарплата вищою в 2-3 рази. Про «Акчі» писала місцева та центральна преса, а статтю з «Літературної газети» передрукував навіть орган югославських комуністів «Борба» під заголовком «Таємниця економічного дива в казахстанському радгоспі».
В 1970 експеримент закрито. Міністр сільського господарства Казахської РСР М. Рогинець, друг Брежнєва, був обурений тим, що робітники сільського господарства заробляли більше, аніж чиновники міністерства.
Худенко та його команда три роки боролися за свою справу, ходили кабінетами та редакціями газет. «Впіймали» новаторів на дрібниці. Втомившись боротися за ідею, Худенко спробував повернути хоча б зароблені в радгоспі гроші. Склавши позов до суду, економіст скріпив документ печаткою «Акчі», який не існував. Це й стало формальним приводом звинуватити Худенка та його партнерів у спробі розкрадання держвласності.

## Кримінальна справа
Суд відмовився розглядати позов до Міністерства сільського господарства Казахської РСР щодо виплати робітникам фактично зароблених ними грошей. У серпні 1972 року Міністерство юстиції СРСР за скаргою Худенка дало вказівку прийняти цей позов до розгляду, і народний суд Радянського району Алма-Ати задовольнив його. Але прокуратура Казахської РСР опротестувала це рішення, а також порушила кримінальну справу проти Худенка та його заступника Владислава Філатова за звинуваченням у замаху на розкрадання державних коштів.
28 серпня 1973 року Алма-Атинський міський суд визнав Худенка та Філатова винними у замаху на розкрадання державного або громадського майна в особливо великих розмірах, а також у самовільному привласненні звання або влади посадової особи та підробці документів та засудив Худенка до 6 років, а Філатова — до 4 років позбавлення волі.
12 листопада 1974 року Худенко помер у тюремній лікарні.